# 铃木猛史
铃木猛史（日语：／ Suzuki Takeshi，1988年5月1日—），日本男子高山滑雪运动员。他曾代表日本参加2006年、2010年、2014年、2018年和2022年冬季残疾人奥林匹克运动会高山滑雪比赛，获得一枚金牌和二枚铜牌。